# آکادیا هلث‌کر
آکادیا هلث‌کر (انگلیسی: Acadia Healthcare) شرکت مراقبت سلامت آمریکایی است.